# 矮虉草
矮虉草（学名：Koeleria litvinowii var. tafelii）为禾本科虉草屬下的一个变种。

## 扩展阅读
- 維基物種上的相關：矮虉草